# Институт профессиональной переподготовки и повышения квалификации преподавателей гуманитарных и социальных наук МГУ
Институт профессиональной переподготовки и повышения квалификации преподавателей гуманитарных и социальных наук МГУ имени М. В. Ломоносова (ИППК МГУ) — научно-образовательное подразделение Московского государственного университета им. М. В. Ломоносова. Создан постановлением Совета Министров СССР 18 июня 1949 года. До 1992 года назывался Институт повышения квалификации преподавателей общественных наук МГУ. Расформирован в 2013 году.

## История
Институт был основан постановлением Совета Министров СССР 18 июня 1949 года. Приказом Министерства высшего образования СССР от 6 августа 1949 года при МГУ имени М. В. Ломоносова и ЛГУ имени А. А. Жданова были организованы Институты повышения квалификации преподавателей общественных наук. Срок обучения в них — один год.
За 60 лет своей истории (к 2009 году) в ИППК МГУ прошло обучение свыше 50 тысяч слушателей из России и зарубежных стран — преподавателей социально-экономических и гуманитарных дисциплин, докторантов, аспирантов, стажёров.
По состоянию на 2009 год в ИППК МГУ было пять кафедр: социологии и политологии, истории, философии, экономической теории, культурологии, на которых работало 50 докторов и кандидатов наук, член-корреспонденты и академики РАН.

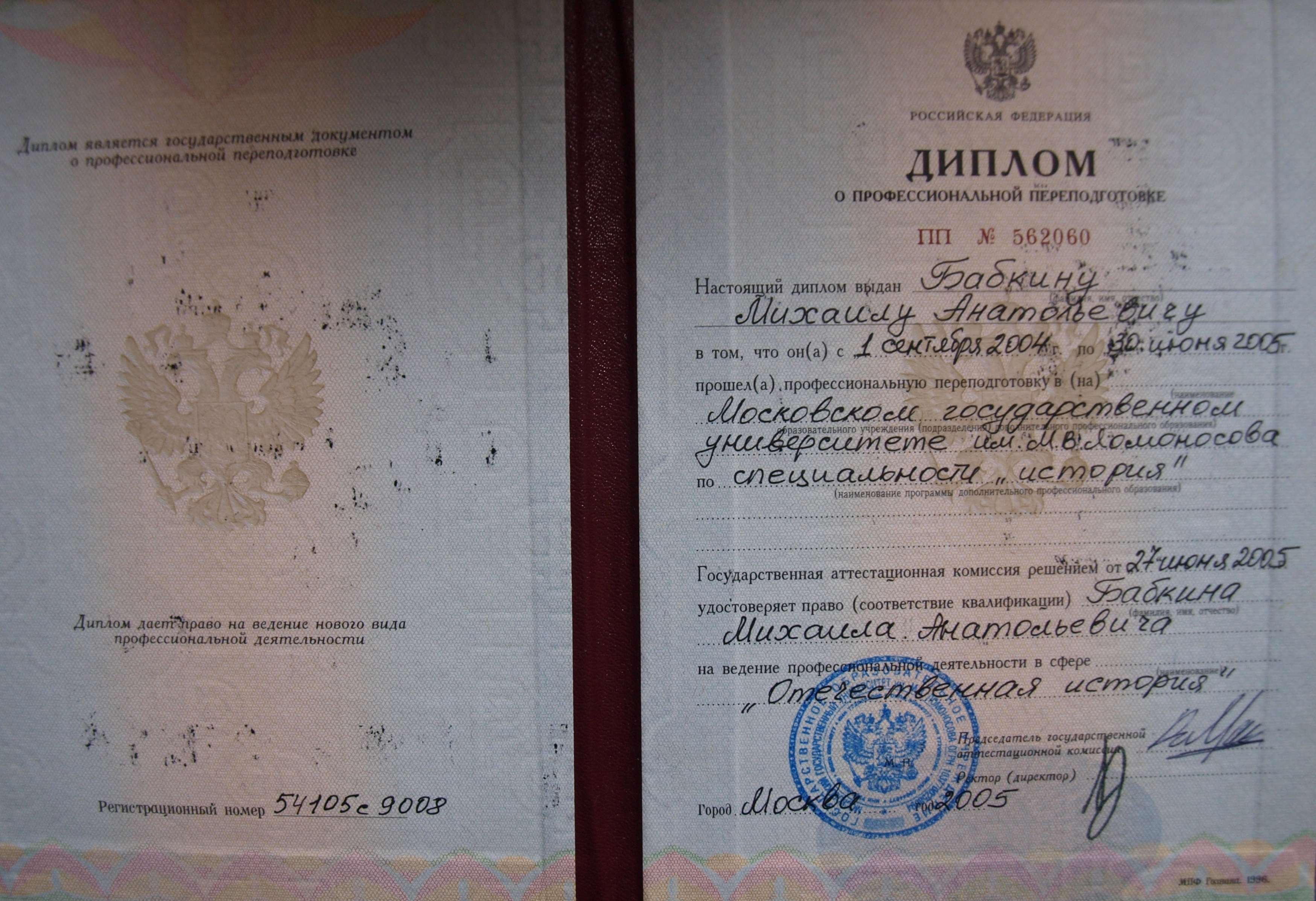
Диплом ИППК МГУ (2005)
о профессиональной переподготовке
(экз. М. А. Бабкина)

ИППК МГУ был расформирован в 2013 году.

## Директора ИППК МГУ
- А. И. Василькова (1949–1961)[5]
- И. И. Козодоев (1962–1963)
- И. Л. Маринко (1964–1982)
- В. И. Добреньков (1983–1985)
- Ф. М. Волков (1985–1991)
- Д. С. Клементьев (1992–2001)
- Л. Н. Панкова (2002–2013)[1][3]